# جيرمان فرنانديز
جيرمان فرنانديز (بالإنجليزية: German Fernandez)‏ هو منافس ألعاب قوى أمريكي، ولد في 2 نوفمبر 1990 في ريفيربانك في الولايات المتحدة.

## وصلات خارجية
- جيرمان فرنانديز على موقع الاتحاد الدولي لألعاب القوى (الإنجليزية)
- جيرمان فرنانديز على موقع TFRRS.org (الإنجليزية)